# M2H
M2H is een Nederlandse computerspelontwikkelaar gevestigd in Alkmaar. Het bedrijf ontstond uit de hobbyprojecten van Mike Hergaarden vanaf 2004 en werd formeel opgericht in 2009. Samen met zijn broer Matt Hergaarden bouwde hij de studio uit. M2H is vooral bekend van de Eerste Wereldoorlog-shooters Verdun, Tannenberg en Isonzo, ontwikkeld in partnerschap met BlackMill Games. Andere bekende titels zijn de Crash Drive-serie en het partyspel Marooners. De studio evolueerde van een ontwikkelaar van web- en mobiele spellen naar een specialist in multiplayer pc- en consolespellen.

## Geschiedenis

### Beginjaren
M2H begint in 2004 toen Mike Hergaarden, naast webdesign voor klanten, startte met het ontwikkelen van webgebaseerde multiplayerspellen. Vroege browserspellen uit deze periode zijn Warrior Fields (2004), Robot Revolutions (2004) en Syrnia (2005), waarvoor zijn broer Matt Hergaarden incidenteel 3D-modellen leverde. In 2006 volgde Slave Hack. Een belangrijke stap was het starten van Wooglie.com in november 2008, een portaal voor Unity-browserspellen. Dit platform kwam voort uit de behoefte aan een eigen plek om M2H's Unity-projecten te publiceren.

### Formalisering
Op 9 januari 2009 werd M2H formeel opgericht als eenmanszaak door Mike Hergaarden. De broers werkten nu nauwer samen, waarbij Matt zich richtte op art en Mike op code. Ze concentreerden zich op kleinschalige spellen voor Wooglie, zoals Crash Drive 3D. Een vroege poging tot iOS-ontwikkeling in 2009 met spellen als Bomb Factory was commercieel teleurstellend en werd tijdelijk gestaakt.
Gedurende 2010 tot 2011, deels naast studie, ontwikkelde M2H diverse tools voor de Unity Asset Store. Daarnaast werkten ze ook aan het door Minecraft geïnspireerde spel Cubelands, dat in juli 2011 werd verkocht aan Upjers. Na het behalen van zijn Master Multimedia aan de VU Amsterdam in juni 2011, kon Mike zich fulltime op M2H richten.
Die zomer werd Crash Drive 3D voor het eerst uitgebracht op iOS. Het bedrijf startte een samenwerking met Spil Games voor de browserversie van Crash Drive 3D. Begin 2012 volgde een bredere mobiele lancering van Crash Drive 3D, nu ook op Android. Dit droeg bij aan het bereiken van 5 miljoen mobiele downloads tegen november van dat jaar. Het jaar sloot af met de release van Highway Rally in december.

### Doorbraak

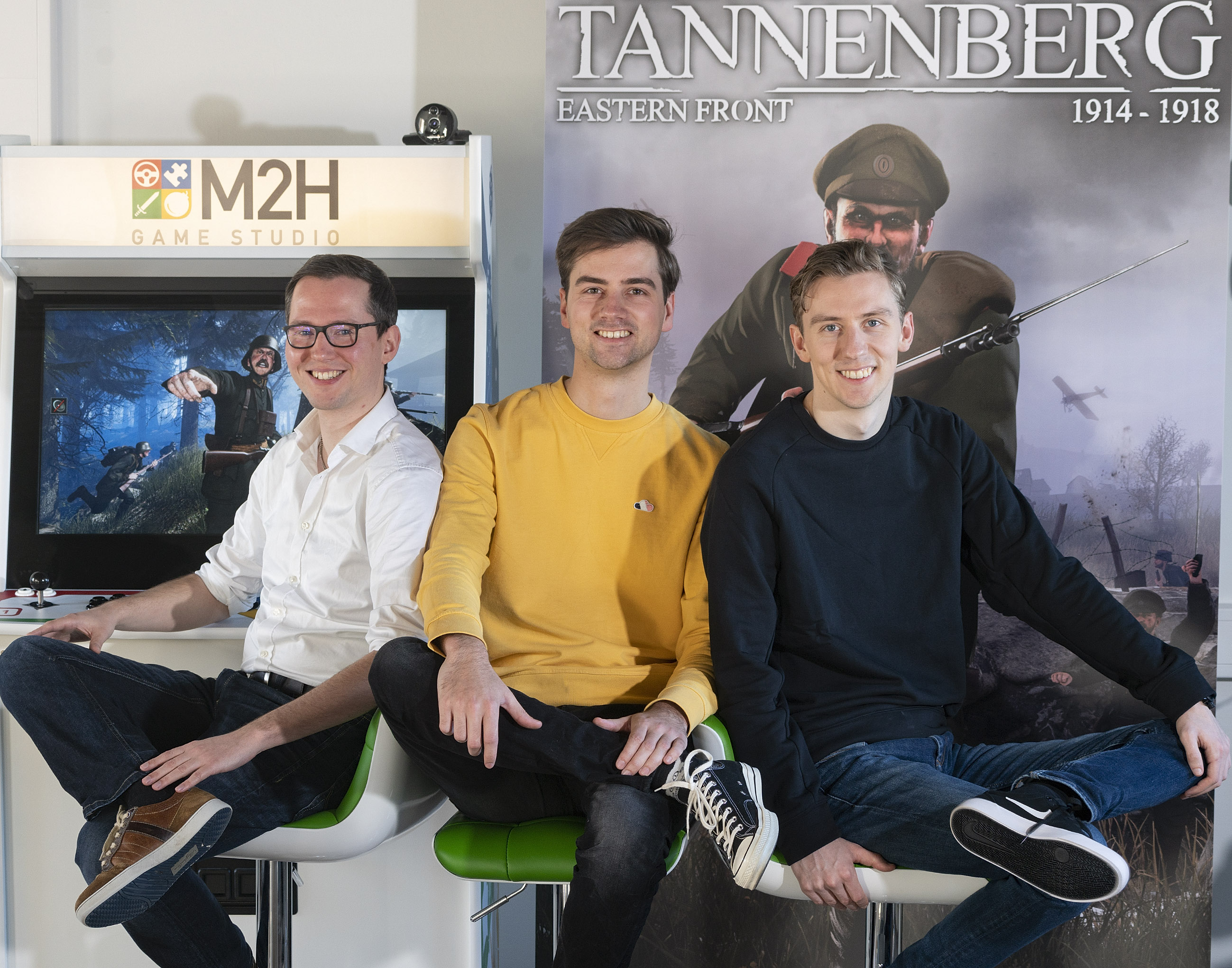
(v.l.n.r.) Jos Hoebe van BlackMill Games, Mike en Matt Hergaarden van M2H.

In 2013 werd het bedrijf omgevormd tot een maatschap tussen Mike en Matt. In datzelfde jaar bereikte Wooglie de mijlpaal van honderd miljoen gespeelde sessies en begon de ontwikkeling van de Eerste Wereldoorlog-shooter Verdun, in samenwerking met Jos Hoebe van BlackMill Games. Mike had Hoebe leren kennen tijdens zijn studietijd aan de universiteit. In juni werd het spel als eerste Nederlands spel goedgekeurd via Steam Greenlight. Na presentaties op Gamescom en INDIGO werd het spel in september 2013 gelanceerd op Steam Early Access.
Parallel aan Verdun werkte M2H aan Crash Drive 2. De bèta van dit spel startte eveneens in september 2013. Omdat M2H de ontwikkeling van Verdun prioriteit gaf, werd het productiewerk uitbesteed aan RageSquid. M2H behield de supervisie en nam het project tegen de lancering weer volledig over. Het spel werd eind 2013 uitgebracht voor web, iOS, Android en de Mac Store. Spil Games trad op als uitgever voor de web- en mobiele versies; M2H gaf de Mac Store-versie en latere platformreleases zelf uit.
In 2014 studeerde Matt Hergaarden af en trad fulltime toe tot M2H. In 2015 won M2H de nationale Global Game Jam-prijs met Paradox in Paradise, het prototype dat later Marooners werd. De officiële lancering van Verdun op Steam vond plaats in april 2015. Crash Drive 2 volgde met een Steam-release in mei 2015.

### Verdere groei

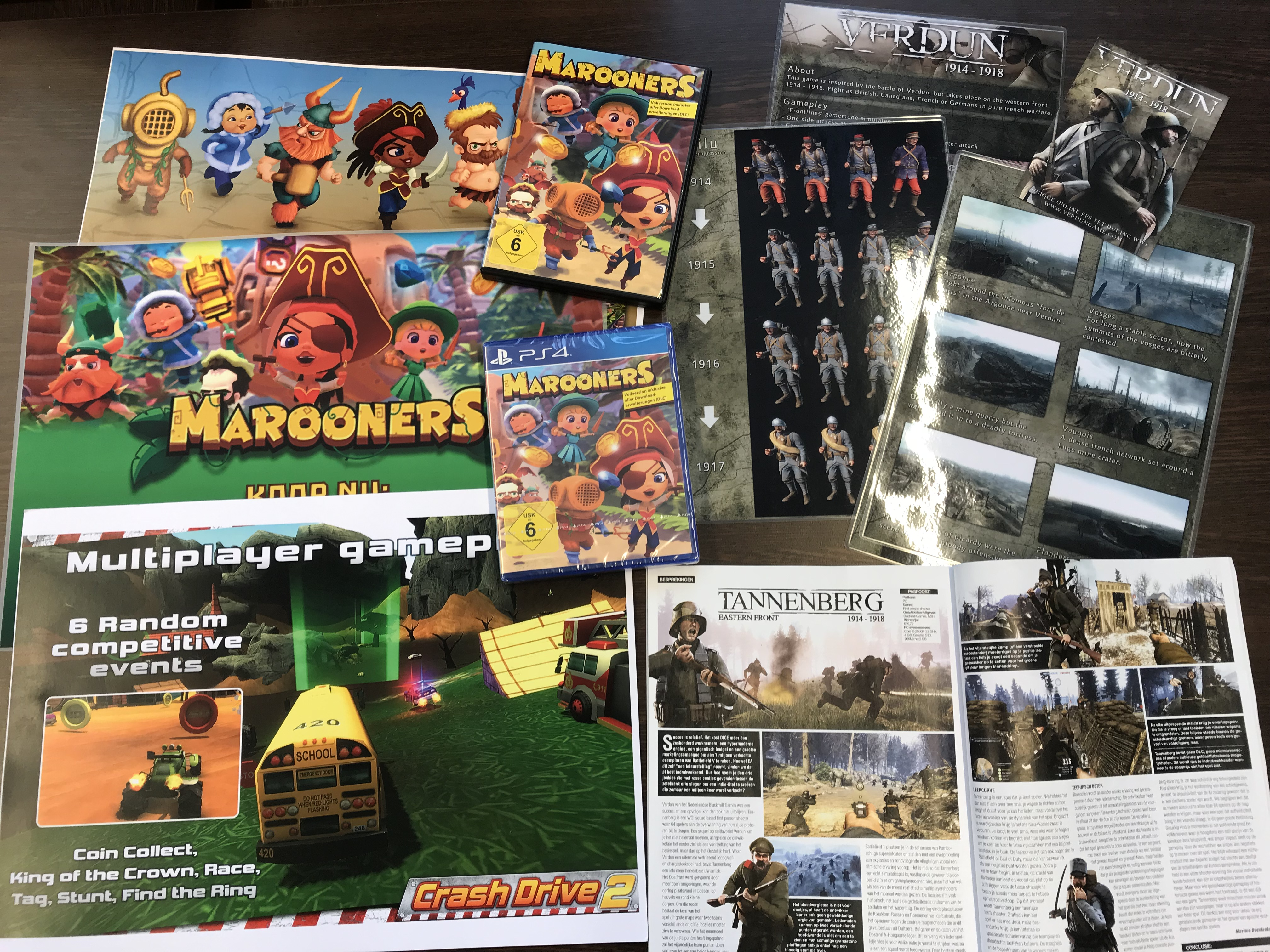
Promotiemateriaal voor een aantal spellen van M2H, waaronder Marooners, Crash Drive 2, Verdun en Tannenberg.

In maart 2016 werd het partyspel Marooners gelanceerd op Steam Early Access. In mei 2016 werd M2H omgevormd tot een besloten vennootschap. Verdun werd uitgebracht op PlayStation 4 (augustus 2016) en Xbox One (maart 2017). Marooners werd officieel gelanceerd op Steam in september 2016 en op PlayStation 4 en Xbox One in februari 2018. In september 2018 verscheen de eerste fysieke uitgave van een M2H-spel, namelijk Marooners voor pc en PlayStation 4 in Duitsland.
De samenwerking met BlackMill Games werd voortgezet met de WW1 Game Series. Tannenberg, gericht op het Oostfront, werd aangekondigd in mei 2017, lanceerde op Steam Early Access in november 2017 en kreeg een volledige release in februari 2019. Om deze samenwerking te structureren werd in april 2019 de vennootschap WW1 Game Series opgericht, met M2H en Jos Hoebe van BlackMill Games als partners, waarbij M2H optrad als uitgever en mede-ontwikkelaar.
In mei 2019 werd Marooners opgenomen in Xbox Games with Gold, wat resulteerde in meer dan een miljoen downloads. In februari 2020 verschenen Marooners en Crash Drive 2 op de Nintendo Switch. Tannenberg volgde in juli 2020 op Xbox One en PlayStation 4. Het derde deel in de WW1 Game Series, Isonzo, gesitueerd in de Italiaanse Alpen, werd aangekondigd in maart 2021. In juli 2021 bracht M2H Crash Drive 3 uit op pc, consoles en mobiel, met cross-platform multiplayer.

### Herstructurering
Een strategische wijziging vond plaats in september 2022, toen M2H zijn meerderheidsbelang in de WW1 Game Series V.O.F. verkocht aan uitgever Focus Entertainment. Jos Hoebe behield zijn aandeel en bleef leiding geven aan de studio, die verder ging als een besloten vennootschap. In dezelfde maand werd Isonzo uitgebracht, het laatste spel in de serie waaraan M2H als mede-eigenaar en uitgever had bijgedragen.
In juli 2023 verliet mede-oprichter Matt Hergaarden M2H; Mike Hergaarden zette de leiding voort. Begin 2024 werd bekend dat M2H de ontwikkeling van een nieuwe online RPG had gestopt en personeel had ontslagen.

## Ontwikkelde spellen
| Uitgave        | Titel               | In samenwerking met | Platform |
| -------------- | ------------------- | ------------------- | --- |
| Juni 2004      | Warrior Fields      | -                   | Browser |
| December 2004  | Robot Revolutions   | -                   | Browser |
| Februari 2005  | Syrnia              | -                   | Browser |
| Juni 2006      | Slave Hack          | -                   | Browser |
| November 2008  | Crashdrive 3D       | -                   | Browser, iPad, Android, Mac, Webplayer                                                                            |
| Maart 2009     | Surrounded by Death | -                   | Browser |
| April 2009     | Domino Creator      | -                   | Browser |
| September 2009 | Bomb Factory        | -                   | iPhone, iPad, Browser                                                                                             |
| September 2009 | Paradudes           | -                   | iPhone, iPad, Browser                                                                                             |
| November 2009  | Coin Pusher         | -                   | Browser, Mac Dashboard Widget                                                                                     |
| November 2009  | Crate Mania         | -                   | Browser, Mac Dashboard Widget                                                                                     |
| 2010           | Vikings and Bankers | -                   | iPhone, iPad |
| 2010           | Coinpusher          | -                   | iPhone, iPad |
| Juli 2010      | Cubelands           | -                   | Browser |
| December 2012  | Highway Rally       | -                   | Browser, Macintosh, iOS, Android, Ouya                                                                            |
| December 2013  | Crash Drive 2       | RageSquid           | Web, iOS, Android, Mac, Nintendo Switch                                                                           |
| April 2015     | Verdun              | BlackMill Games     | Windows, Mac, Linux, PlayStation 4, Xbox One                                                                      |
| September 2016 | Marooners           | -                   | Windows, PlayStation 4, Xbox One, Nintendo Switch                                                                 |
| Februari 2019  | Tannenberg          | BlackMill Games     | Windows, PlayStation 4, Xbox One, Linux, macOS                                                                    |
| Juli 2021      | Crash Drive 3       | Stefan Wijnker      | Windows, Epic Games Store, PlayStation 4, PlayStation 5, Xbox One, Xbox Series X/S, Nintendo Switch, Android, iOS |
| September 2022 | Isonzo              | BlackMill Games     | Windows, PlayStation 4, PlayStation 5, Xbox One, Xbox Series X/S                                                  |

## Erkenning
M2H heeft erkenning ontvangen voor diverse projecten. Tijdens de Global Game Jam won het bedrijf prijzen: in 2014 ontving Totem Hunters de publieks- en juryprijs in Amsterdam, en in 2015 kreeg Paradox in Paradise de nationale prijs in Nederland. Voor de Dutch Game Awards werd Crash Drive 2 in 2014 genomineerd in de categorie 'Beste Browsergame'. In 2015 werd aan Verdun de Dutch Game Award voor 'Best Economic Achievement' toegekend. Tevens ontving het spel dat jaar de Control Industry Award, een prijs van vakblad Control.

## Nalatenschap
In juni 2019 voegde het Regionaal Archief Alkmaar de spellen van M2H aan zijn collectie. Enkele M2H-games werden direct gratis beschikbaar gesteld, terwijl grotere titels zoals Verdun en Tannenberg vanaf 2034 gratis te downloaden zullen zijn.